# Conobaria

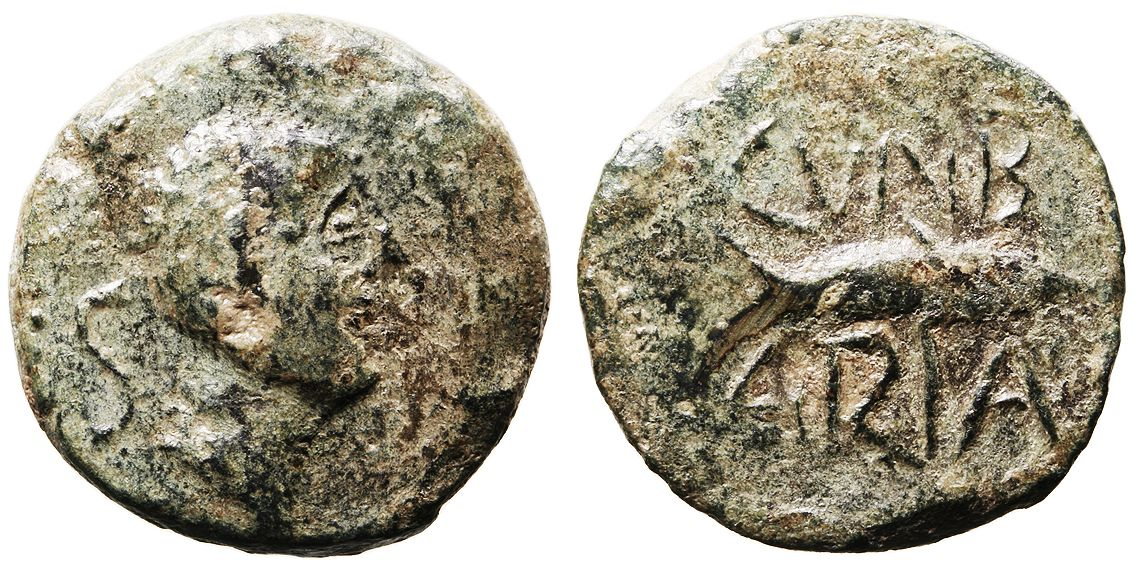
Semis de bronce acuñado en Cunbaria, cerca de la población actual de Las Cabezas de San Juan (provincia de Sevilla, España). En el anverso muestra una cabeza masculina; en el reverso, un atún junto a la palabra "CVNB" / "ARIA".

Se conoce como Conobaria a la ciudad romana, del siglo II- siglo I a. C. en las proximidades entre la actuale localidad de  Las Cabezas de San Juan, en Sevilla (Andalucía, España), considerándose en este momento como situación geográfica más acertada las inmediaciones del segundo municipio citado.

## Problemática
Este término relacionado con una población romana en las inmediaciones de las actuales localidades de Lebrija y Las Cabezas de San Juan, tenía controversia relacionada con su ubicación, debido a que se consideraba a esta última localidad, como Vgia, nombrada en las inmediaciones de la Uia Augusta como una de las distintas mansiones a lo largo del tramo entre Hispalis (Sevilla) y Gades (Cádiz), y conocida como municipio desde época de César, siendo esta afirmación aceptada al menos desde el siglo XVII. Todo esto a causa de la cercanía, Las Cabezas de San Juan con la misma Vgia, pero quedando esto descartado, según algunos autores, y relacionándose con el cercano yacimiento de "Torre Alocaz".
Otra de las fuentes que han llevado al error, han sido los textos de Plinio, el cual, nombra a Conobaria como Colobana, en uno de sus manuscritos en el que nombra las ciudades situadas en el sur del Lacus Ligustinus. En este manuscrito sitúa de norte a sur, a Conobaria (Colobana según Plinio) después de Nabrissa (Lebrija), por lo que muchos autores se vieron llevados al error de situar la ciudad en las inmediaciones entre la actual Trebujena y Lebrija.
Según el autor Beltrán Fortes, se ha situado recientemente y de forma errónea a Conobaria, en el llamado "cerro de las Vacas", en el término municipal de Lebrija, siendo los restos allí encontrados pruebas circunstanciales y no demostrándose claramente que Conobaria estuviera situada en el lugar.

## Cuestión Actual
En estos momentos el autor Beltrán Fortes, localiza Conobaria, siendo considerada como municipio en época flavia, en la localidad actual de Las Cabezas de San Juan, pudiendo, planteándolo como una hipótesis, tener esta una relación con los restos hallados en el cortijo "Las Palmillas", el cual estaría situado al borde del Lacus Ligustinus, siendo así este la zona de conexión fluvial de Conobaria.

## Restos Materiales
A lo largo del tiempo se han hallado distintos restos materiales en la zona o con inscripciones que harían pensar que pertenecen a Conobaria.

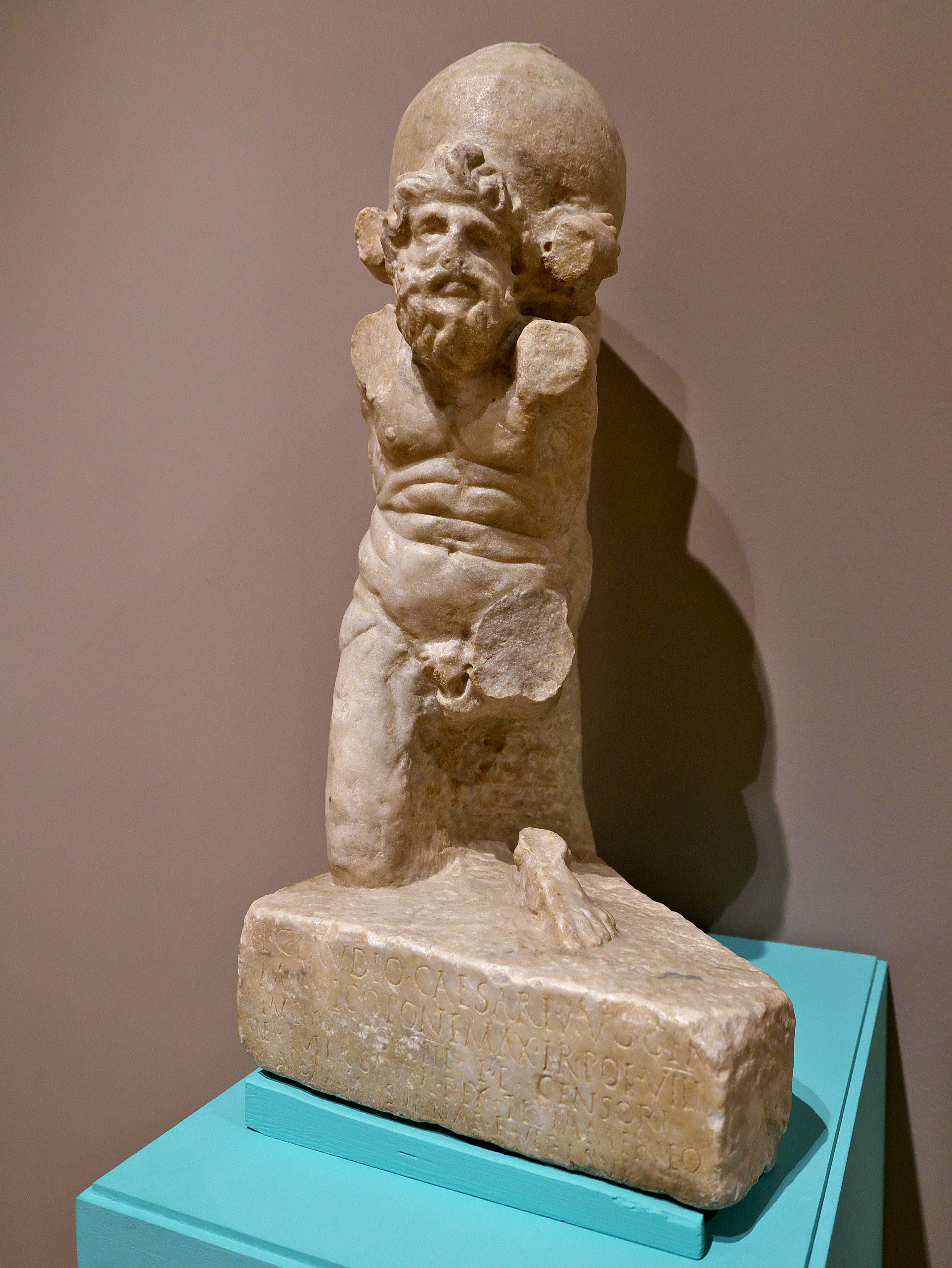
Atlas

### Cecas
Se han hallado varias cecas que se identifican con Conobaria, teniendo estas inscritas en su reverso CVNBARIA, así como también incluidos en todos, lo que se cree que es un atún o sábalo. Por su anverso, se pueden ver bustos masculinos con espigas o palma que lo rodean.

### Esculturas
El autor Diego Caro en el siglo XVII, hace referencias a una escultura romana en la localidad de Las Cabezas de San Juan, siendo esta dedicada a Marte en forma de thoracata. Además de esta, Diego Caro hace referencia en el mismo documento a más esculturas repartidas por la localidad, pero en este caso tratándose de esculturas de leones de diversos tamaños. También Francisco de Bruna, en la centuria siguiente, haría referencia a dos grandes leones de piedra. En 1768, seis años después de lo anterior, el benedictino Enrique Flórez visitó la localidad y allí según Méndez, su biógrafo, recogió fragmentos de estatuas y monedas antiguas.
Además de estas evidencias escritas actualmente se conservan cinco piezas más, las cuales, se han identificado por criterios estilísticos, por lo que podrían no pertenecer a la localidad. Dos de las esculturas están muy deterioradas, perteneciendo una colección privada y la otra a la colección arqueológica municipal. La escultura más antigua zoomorfa de esta localidad se expone actualmente en el edificio del ayuntamiento, habiendo sido este recuperado en 1976 de la necrópolis oriental de la ciudad romana, estando datado en el siglo II a. C., siendo esta, por la característica forma en que está realizada la escultura, acostado sobre las cuatro patas con el rabo enrollado por el lado de la pata derecha, y coincidiendo por tanto con los modelos republicanos romanos del sur peninsular. Las otras dos esculturas son realizadas con características más naturalistas, por lo que son de un periodo posterior. Una de ellas se conserva en el Museo Arqueológico de Sevilla, cedido por el ayuntamiento de Las Cabezas de San Juan, la otra en el Museo Arqueológico Municipal de Osuna cedido en el siglo XX.